# التاريخ العظيم
التاريخ العظيم أو التاريخ الكبير أو  التاريخ الجامع(1) (بالإنجليزية: Big History) هو تخصص أكاديمي يدرس التاريخ من الانفجار العظيم إلى الحاضر. التاريخ العظيم لا يخضع لأي تخصص بحد ذاته، ويبحث عن أنماط واتجاهات عالمية، حيث يدرس فترات زمنية طويلة باستخدام نهج متعدد التخصصات يعتمد على الجمع بين العديد من التخصصات العلمية والإنسانية، ويستكشف الوجود الإنساني في سياق هذه الصورة الأكبر. يدمج هذا التخصص دراسات حول الكون والأرض والحياة والإنسانية باستخدام أدلة تجريبية لاكتشاف علاقات سببية، ويدّرس في الجامعات والمدارس الابتدائية والثانوية باستخدام العروض التفاعلية على شبكة الإنترنت.
يرجع الفضل إلى المؤرخ ديفيد كريستيان في صياغة مصطلح «التاريخ العظيم» أثناء تدريسه واحدة من أولى هذه الدورات في جامعة ماكواري. لقد قام العلماء منذ عصر النهضة بدراسة شاملة للعلاقة بين الإنسانية وكل من علم الكون والتاريخ الطبيعي وتستمر هذه الدراسة حاليا في إطار ما يسمى بالتاريخ العظيم.

## مقارنة مع التاريخ التقليدي
| التاريخ التقليدي                                                             | التاريخ العظيم |
| 5000 سنة قبل الميلاد - الوقت الحضر                                           | الانفجار العظيم - الوقت الحاضر |
| 7,000 – 10,000 سنة                                                           | 13.8 مليار سنة |
| مجالات الدراسة المقسمة                                                       | نهج متعدد التخصصات |
| التركيز على الحضارة الإنسانية                                                | التركيز على كيفية تأقلم البشرية في الكون |
| تدرس في الغالب مع الكتب                                                      | تدرس على منصات تفاعلية مثل: كورسيرا، كراش كورس على يوتيوب، مشروع التاريخ العظيم، جامعة ماكواري، كرونوزوم                                    |
| تاريخي جزئي                                                                  | تاريخي كلي |
| التركيز على الاتجاهات والعمليات                                              | التركيز على القياس والاستعارة |
| بناءً على مجموعة متنوعة من الوثائق، بما في ذلك السجلات المكتوبة والتحف الفنية | بناءً على المعرفة الحالية بالظواهر مثل الحفريات والتغيرات البيئية والتحليل الجيني وبيانات التلسكوب بالإضافة إلى البيانات التاريخية التقليدية |

يفحص التاريخ العظيم الماضي باستخدام مقاييس زمنية عديدة، من الانفجار العظيم إلى الحداثة، على عكس دورات التاريخ التقليدية التي تبدأ عادةً بإدخال الزراعة والحضارة، أو مع بداية التسجيلات المكتوبة. يستكشف الموضوعات والأنماط المشتركة. لا تركز الدورات بشكل عام على البشر حتى ثلثها إلى منتصفها، وعلى عكس دورات التاريخ التقليدية، لا يوجد تركيز كبير على الممالك أو الحضارات أو الحروب أو الحدود الوطنية. إذا كان التاريخ التقليدي يركز على الحضارة البشرية مع وجود الجنس البشري في المركز، فإن التاريخ العظيم يركز على الكون ويظهر كيف تنسجم البشرية في هذا الإطار ويضع التاريخ البشري في السياق الأوسع لتاريخ الكون.

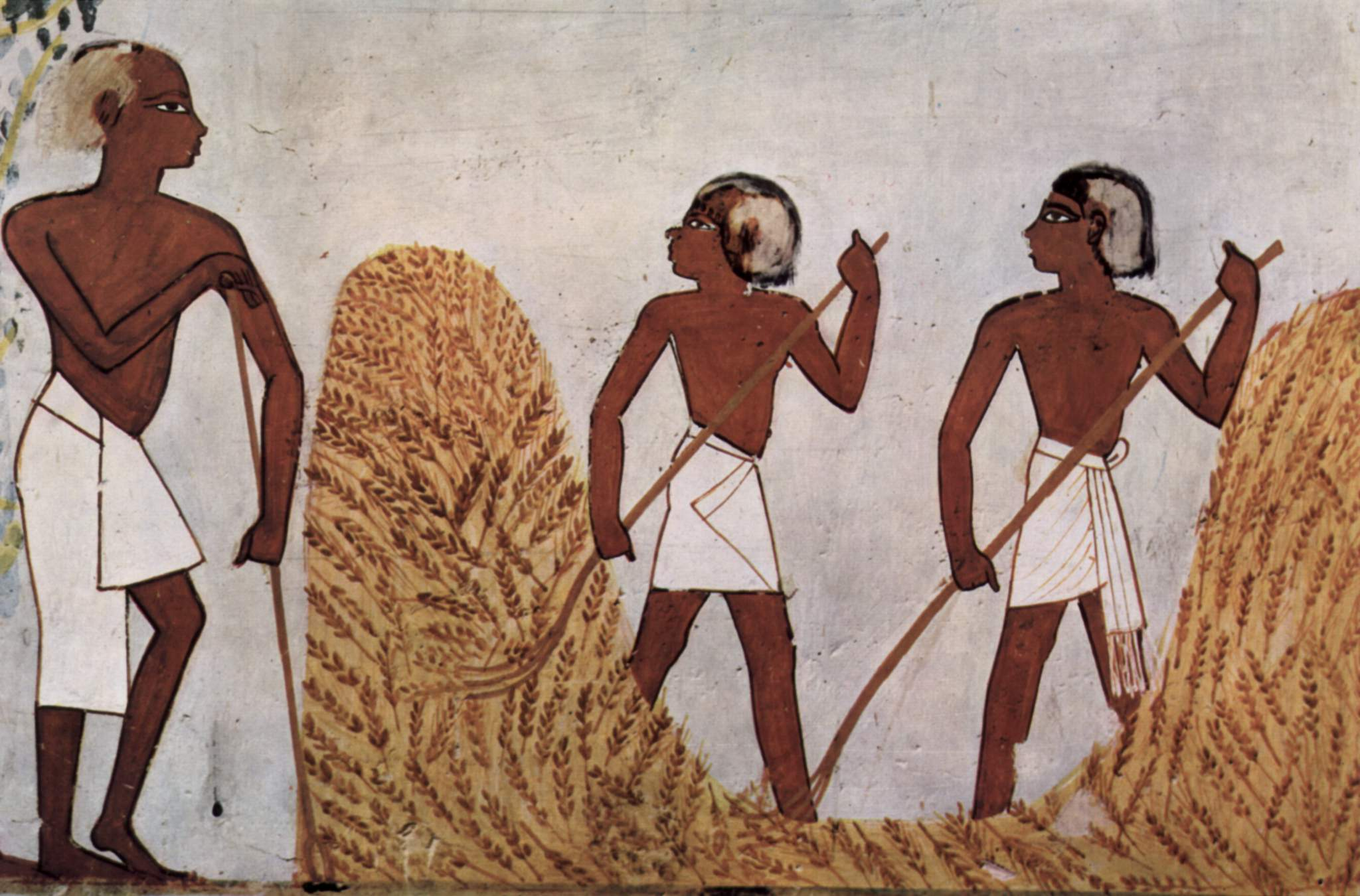
غالبًا ما يبدأ التاريخ التقليدي من تطور الزراعة في الحضارات مثل مصر القديمة.

على عكس التاريخ التقليدي، يميل التاريخ العظيم إلى المرور بسرعة عبر العصور التاريخية التفصيلية مثل عصر النهضة أو مصر القديمة. يعتمد على أحدث النتائج من علم الأحياء، علم الفلك، علوم الأرض، الكيمياء، الفيزياء، علم الآثار، علم الإنسان، علم النفس، علم الاجتماع، الاقتصاد، عصور ما قبل التاريخ، التاريخ القديم، والتاريخ الطبيعي، إلى جانب التاريخ القياسي. أوضح أحد المعلمين:
نشأ التاريخ العظيم من الرغبة في تجاوز المجالات المتخصصة والقائمة بذاتها التي ظهرت في القرن العشرين. يحاول فهم التاريخ ككل، والبحث عن موضوعات مشتركة عبر نطاقات زمنية متعددة في التاريخ. يبدأ التاريخ التقليدي عادة باختراع الكتابة، ويقتصر على الأحداث الماضية المتعلقة مباشرة بالجنس البشري. يشير المؤرخون الكبار إلى أن هذه الدراسة تقتصر على الخمسة آلاف سنة الماضية وتتجاهل الوقت الأطول بكثير عندما كان البشر موجودين على الأرض. يرى هنري كانبرج أن التاريخ العظيم هو نتاج عصر المعلومات، وهي مرحلة في التاريخ نفسه تتبع الكلام والكتابة والطباعة. يغطي التاريخ العظيم تكوين الكون والنجوم والمجرات، ويتضمن بداية الحياة بالإضافة إلى فترة مئات الآلاف من السنين عندما كان البشر صائدين وجامعين. ترى الانتقال إلى الحضارة على أنه انتقال تدريجي، له العديد من الأسباب والتأثيرات، وليس تحولًا مفاجئًا من رجال الكهوف الساكنين غير المتحضرين إلى مزارعين متحضرين ديناميكيين. يصف حساب في بوسطن غلوب ما تؤكده بطريقة جدلية على أنه عرض «التاريخ» التقليدي:

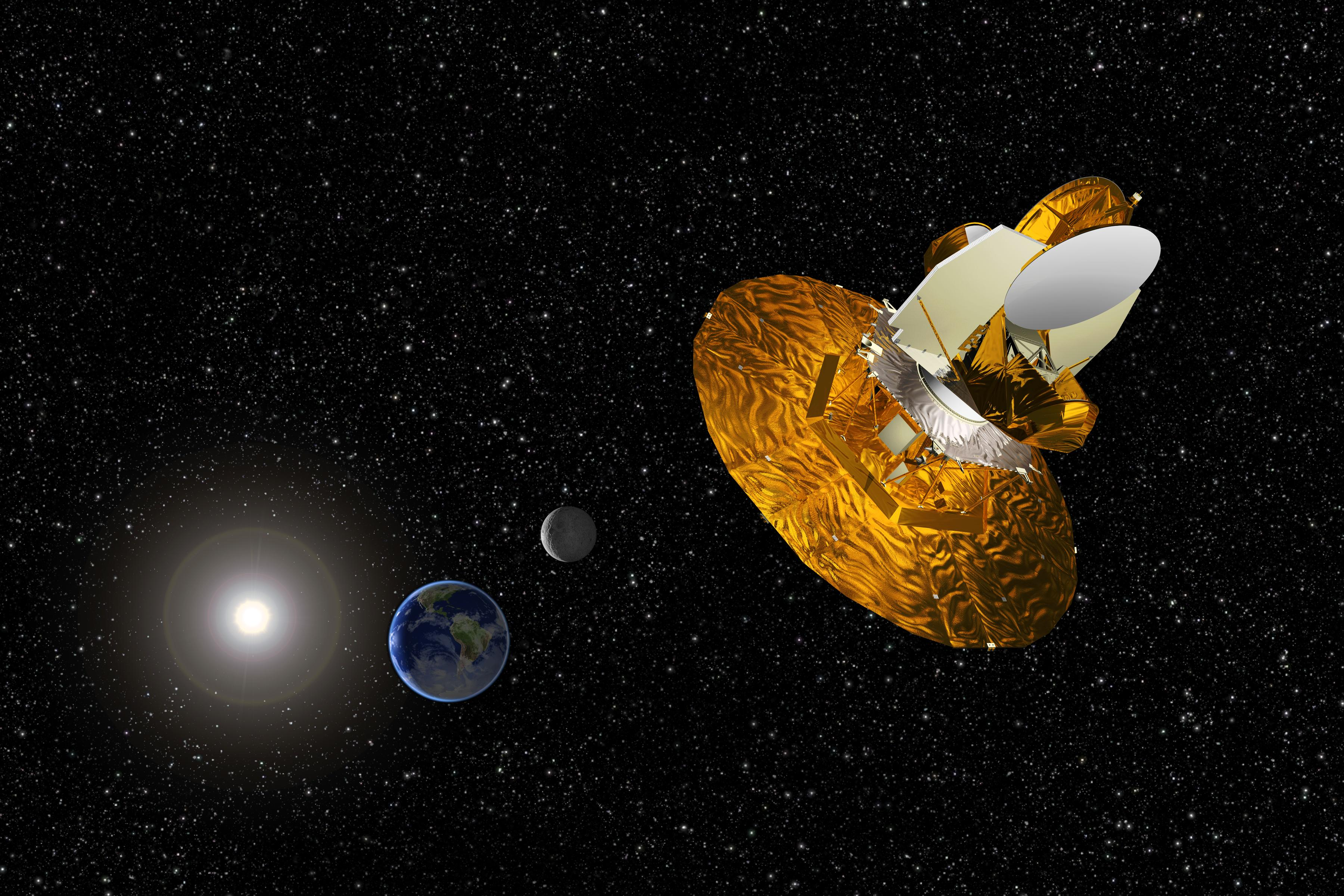
تصوير فنان لقمر مسبار ويلكينسون لقياس التباين الميكروي، حيث يجمع البيانات لمساعدة العلماء على فهم الانفجار العظيم.

إن التاريخ العظيم، على عكس التاريخ التقليدي، له أساس متعدد التخصصات. ينظر المدافعون أحيانًا إلى التاريخ التقليدي على أنه «تاريخ دقيق» أو «تاريخ ضحل»، ويلاحظون أن ثلاثة أرباع المؤرخين متخصصون في فهم الـ250 عامًا الماضية بينما يتجاهلون «المسيرة الطويلة للوجود البشري». ومع ذلك، عارض أحد المؤرخين ذلك لقد تغاضى نظام التاريخ عن وجهة النظر الكبيرة، ووصف «السرد الكبير» للتاريخ العظيم بأنه «مبتذل يطرح كثيرًا». اقترحت إحدى الروايات أن التاريخ التقليدي كان لديه «إحساس بطحن المكسرات إلى مسحوق ألياف دائم». إنه يركز على الاتجاهات والعمليات طويلة الأجل بدلاً من الأفراد أو الأحداث التي تصنع التاريخ. اقترح المؤرخ ديبيش تشاكرابارتي من جامعة شيكاغو أن التاريخ العظيم كان أقل تسييسًا من التاريخ المعاصر لأنه يمكّن الناس من «الأخذ بخطوة للوراء». ويستخدم أنواعًا من الأدلة أكثر من السجلات التاريخية المكتوبة القياسية، مثل الحفريات، الأدوات والأدوات المنزلية والصور والتركيبات والتغيرات البيئية والتغيرات الجينية.

### نقد التاريخ العظيم
منتقدو التاريخ العظيم، بمن فيهم عالم الاجتماع فرانك فوريدي، اعتبروا الانضباط «تحولًا تاريخيًا مناهضًا للإنسانية.» وفقًا للمؤرخ والمعلم سام واينبيرج من جامعة ستانفورد، فإن التاريخ العظيم يتجنب تفسير النصوص لصالح نهج علمي بحت، وبالتالي يصبح «أقل تاريخًا وأكثر نوعًا من علم الأحياء التطوري أو فيزياء الكم.» يبدو أن مثل هذه الانتقادات للتاريخ العظيم تزيل العنصر البشري أو لا تتبع منهجية تاريخية مستمدة من المراقبين الذين لم ينظروا بشكل كافٍ في ما يفعله التاريخ العظيم بالفعل، مع تخصيص ثلث أو نصف الدورات للبشرية ومراحل تطورها، مع هذا المفهوم؛ التعقيد المتزايد الذي يمنح الإنسانية مكانة مهمة، ومع كون الأساليب في العلوم الطبيعية تاريخية بالفطرة لأنها تحاول أيضًا جمع الأدلة من أجل صياغة سرد.

## المواضيع

يساعد التأريخ بالكربون المشع العلماء على فهم عمر الصخور بالإضافة إلى الأرض والنظام الشمسي.

يسعى التاريخ العظيم إلى إعادة سرد «قصة الإنسان» في ضوء التطورات العلمية من خلال طرق مثل التأريخ بالكربون المشع والتحليل الجيني والقياسات الديناميكية الحرارية لـ«كثافة معدل الطاقة الحرة»، جنبًا إلى جنب مع مجموعة من الأساليب المستخدمة في علم الآثار وعلم الإنسان وتاريخ العالم. جادل ديفيد كريستيان من جامعة ماكواري بأن الماضي القريب مفهوم فقط من منظور «14 مليار سنة كاملة من الوقت نفسه.» تدفقات الطاقة والتعقيد يربطان التاريخ البشري ببداية الكون، لكن النظرة الأوسع للتاريخ البشري يزود العديد منها أيضًا تخصص التاريخ بـ«موضوع موحد» في شكل مفهوم التعلم الجماعي. يستكشف التاريخ العظيم أيضًا مزيج العمل الفردي والقوى الاجتماعية والبيئية، وفقًا لوجهة نظر واحدة. يسعى التاريخ العظيم لاكتشاف الأنماط المتكررة خلال 13.8 مليار سنة منذ الانفجار العظيم واستكشاف الموضوع الأساسي متعدد التخصصات لزيادة التعقيد كما وصفه إيريك شيسون من جامعة هارفارد.

### الأسئلة والجداول الزمنية
يجري التاريخ العظيم مقارنات بناءً على مقاييس زمنية مختلفة ويلاحظ أوجه التشابه والاختلاف بين المقاييس البشرية والجيولوجية والكونية. يعتقد ديفيد كريستيان أن مثل هذه «التحولات الجذرية في المنظور» ستؤدي إلى «رؤى جديدة للمشاكل التاريخية المألوفة، من مناقشة الطبيعة/التنشئة إلى التاريخ البيئي إلى الطبيعة الأساسية للتغيير نفسه.» عوامل طبيعية وعوامل من صنع الإنسان: على سبيل المثال، وفقًا للعمليات الطبيعية التي حدثت منذ أكثر من أربعة مليارات سنة، ظهر الحديد من بقايا نجم متفجر، ونتيجة لذلك، يمكن للبشر استخدام هذا المعدن الصلب لتطوير أسلحة للصيد والحرب. يتناول النظام أسئلة مثل «كيف وصلنا إلى هنا؟»، «كيف نقرر ما نصدق؟»، «كيف تشكلت الأرض؟» و«ما هي الحياة؟» وفقًا لفريد سبير يقدم «جولة كبيرة في جميع النماذج العلمية الرئيسية» وتساعد الطلاب على أن يصبحوا متنورين علميًا بسرعة. أحد وجهات النظر المثيرة للاهتمام التي نشأت من «التاريخ العظيم» هي أنه على الرغم من المقاييس الزمانية والمكانية الهائلة لتاريخ الكون، فإنه في الواقع عبارة عن جيوب صغيرة جدًا من الكون حيث يحدث معظم «التاريخ»، بسبب طبيعة التعقيد.

### تطور الكون
يرتبط التطور الكوني، وهو الدراسة العلمية للتغير العالمي، ارتباطًا وثيقًا بالتاريخ العظيم (كما هو الحال بالنسبة للموضوعات الحليفة لملحمة التطور وعلم الأحياء الفلكي)؛ يعتبر بعض الباحثين أن التطور الكوني أوسع من التاريخ العظيم لأن الأخير يدرس بشكل أساسي (وعن حق) الرحلة التاريخية المحددة من الانفجار العظيم ← درب التبانة ← الشمس ← الأرض ← الإنسانية. بينما التطور الكوني يعالج بشكل كامل جميع الأنظمة المعقدة (وليس فقط تلك التي أدت إلى البشرية) أجري تدريسه وبحثه لعقود من الزمن، في الغالب من قبل علماء الفلك وعلماء الفيزياء الفلكية. سبق سيناريو الانفجار العظيم للبشرية هذا الموضوع الذي بدأ بعض المؤرخين في تسميته «التاريخ العظيم» في التسعينيات. التطور الكوني هو إطار فكري يقدم توليفة كبيرة للعديد من التغييرات المتنوعة في تجميع وتكوين الإشعاع والمادة والحياة عبر تاريخ الكون. أثناء الانخراط في الاستفسارات العريقة حول من نحن ومن أين أتينا، يحاول هذا الموضوع متعدد التخصصات توحيد العلوم في مجمل التاريخ الطبيعي كسرد علمي واحد وشامل لأصل وتطور جميع الأشياء المادية التي تزيد عن 14 مليارًا سنة، من أصل الكون إلى يومنا هذا على الأرض.
تمتد جذور فكرة التطور الكوني إلى آلاف السنين. احتفل بالفلاسفة اليونانيين القدماء في القرن الخامس قبل الميلاد، وعلى الأخص هرقليطس، لمزاعمهم المنطقية بأن كل الأشياء تتغير. بدأت التكهنات الحديثة المبكرة حول التطور الكوني منذ أكثر من قرن مضى، بما في ذلك الرؤى الواسعة لروبرت تشامبرز وهربرت سبنسر وتشارلز ساندرز برس ولورنس هندرسون. فقط في منتصف القرن العشرين تم التعبير عن سيناريو التطور الكوني كنموذج بحثي ليشمل الدراسات التجريبية للمجرات والنجوم والكواكب والحياة - باختصار، أجندة موسعة تجمع بين التطور الفيزيائي والبيولوجي والثقافي. صاغ هارلو شابلي على نطاق واسع فكرة التطور الكوني (غالبًا ما يطلق عليه «علم أوصاف الكون») في الأماكن العامة في منتصف القرن، واحتضنتها ناسا في أواخر القرن العشرين كجزء من برنامج علم الأحياء الفلكي المحدود. كارل ساغان، إيريك شيسون، هوبير ريفيس، إريك جانتش، وبرستون كلاود، من بين آخرين، دافعوا على نطاق واسع عن التطور الكوني في نفس الوقت تقريبًا حوالي عام 1980. هذا الموضوع واسع للغاية يستمر الآن في صياغته بشكل غني كبرنامج بحث تقني ونظرة علمية للقرن الحادي والعشرين.
تعتمد إحدى المجموعات الشعبية من المواد العلمية حول التطور الكوني على التدريس والبحث الذي كان جاريًا في جامعة هارفارد منذ منتصف السبعينيات.

### التعقيد، الطاقة، العتبات
التطور الكوني هو موضوع كمي، في حين أن التاريخ العظيم ليس كذلك؛ هذا لأن التطور الكوني يمارسه في الغالب علماء الطبيعة، في حين أن التاريخ العظيم من قبل علماء الاجتماع. هذان الموضوعان، مترابطان ومتقاربان، يستفيدان من بعضهما البعض؛ يميل أنصار التطور الكوني إلى التعامل مع التاريخ العالمي بشكل خطي، وبالتالي لا تدخل البشرية قصتهم إلا في الآونة الأخيرة، بينما يميل المؤرخون للتاريخ العظيم إلى التأكيد على الإنسانية وإنجازاتها الثقافية العديدة، مما يمنح البشر جزءًا أكبر من قصتهم. يمكن للمرء أن يقارن ويقارن بين هذه التأكيدات المختلفة من خلال مشاهدة فيلمين قصيرين يصوران قصة الانفجار العظيم للبشرية، أحدهما يتحرك بشكل خطي، والآخر يلتقط الوقت (في الواقع وقت الرجوع إلى الوراء) لوغاريتميًا؛ في السابق، يدخل البشر هذا الفيلم الذي تبلغ مدته 14 دقيقة في الثانية الأخيرة، بينما نظهر في الثانية في وقت أبكر بكثير - لكن كلاهما صحيح.
توضح هذه المعالجات المختلفة للوقت على مدار 14 مليار سنة تقريبًا، ولكل منها تأكيدات مختلفة على المحتوى التاريخي، من خلال ملاحظة أن بعض التطوريين الكونيين يقسمون السرد بأكمله إلى ثلاث مراحل وسبع عصور:
المراحل: التطور الفيزيائي ← التطور البيولوجي ← التطور الثقافي

العصور: جسيمية ← مجرية ← نجمية ← كوكبية ← كيميائية ← بيولوجية ← ثقافية
يتناقض هذا مع النهج المتبع من قبل بعض المؤرخين للتاريخ العظيم الذين يقسمون السرد إلى العديد من العتبات، كما هو مذكور في المناقشة في نهاية هذا القسم أدناه. هناك رواية أخرى لقصة الانفجار العظيم للبشرية وهي تلك التي تؤكد على الكون السابق، لا سيما نمو الجسيمات والمجرات والبنية الكونية واسعة النطاق، كما هو الحال في علم الكون الفيزيائي.
من الجدير بالذكر من بين الجهود الكمية لوصف التطور الكوني جهود إيريك شيسون البحثية لوصف مفهوم تدفق الطاقة من خلال الأنظمة الديناميكية الحرارية المفتوحة، بما في ذلك المجرات والنجوم والكواكب والحياة والمجتمع. تعد الزيادة الملحوظة في كثافة معدل الطاقة (الطاقة/الوقت/الكتلة) بين مجموعة كاملة من الأنظمة المعقدة إحدى الطرق المفيدة لشرح صعود التعقيد في كون متوسع لا يزال يخضع للقانون الثاني للديناميكا الحرارية، وبالتالي يستمر في زيادة محصلة الإنتروبيا. على هذا النحو، يُنظر إلى أنظمة المواد المنظمة -من النحل الصاخب وأشجار الخشب الأحمر إلى النجوم الساطعة والكائنات المفكرة- على أنها جزر محلية مؤقتة للنظام في بحر عالمي واسع من الفوضى. تلخص مقالة مراجعة حديثة، موجهة بشكل خاص إلى المؤرخين للتاريخ العظيم، الكثير من هذا الجهد التجريبي على مدار العقد الماضي.
أحد الاكتشافات اللافتة للنظر لدراسات التعقيد هذه هو الترتيب على ما يبدو بين جميع أنظمة المواد المعروفة في الكون. على الرغم من أن الطاقة المطلقة في الأنظمة الفلكية تتجاوز بشكل كبير طاقة البشر، وعلى الرغم من أن الكثافة الكتلية للنجوم والكواكب والأجسام والأدمغة جميعها قابلة للمقارنة، إلا أن كثافة معدل الطاقة للإنسان والمجتمع البشري الحديث أكبر بمليون مرة تقريبًا من النجوم والمجرات. على سبيل المثال، تبعث الشمس لمعانًا هائلاً، 4x1033 إرج/ثانية (ما يعادل حوالي مليار مليار مليار وات من المصباح الكهربائي)، ولكن لها أيضًا كتلة ضخمة، 2x1033 جم؛ وهكذا في كل ثانية تمر كمية من الطاقة تساوي 2 إرج عبر كل جرام من هذا النجم. على عكس أي نجم، يتدفق المزيد من الطاقة عبر كل جرام من أوراق النبات أثناء عملية التمثيل الضوئي، وأكثر من ذلك بكثير (ما يقرب من مليون مرة) يندفع عبر كل جرام من دماغ الإنسان أثناء التفكير (حوالي 20 واط/1350 جم).
التطور الكوني هو أكثر من مجرد تأكيد نوعي ذاتي على «شيء واحد تلو الآخر». تشكل هذه النظرة العلمية الشاملة إلى العالم نهجًا كميًا موضوعيًا نحو فك رموز الكثير مما يشتمل على الطبيعة المادية المنظمة. توضح فلسفتها الموحدة والمتسقة في نهجها تجاه جميع الأنظمة المعقدة أن الاختلافات الأساسية، داخل وبين العديد من الأنظمة المتنوعة، هي من حيث الدرجة وليست من النوع. وتقترح، على وجه الخصوص، أن النطاقات المثلى لكثافة معدل الطاقة تمنح فرصًا لتطور التعقيد؛ تلك الأنظمة القادرة على تعديل أو تكييف أو الاستفادة من تدفقات الطاقة هذه تبقى وتزدهر، في حين أن الأنظمة الأخرى التي تتأثر سلبًا بالكثير أو القليل جدًا من الطاقة لا يتم التخلص منها بشكل عشوائي.
يعتبر فريد سبير من بين هؤلاء المؤرخين للتاريخ العظيم الذين وجدوا مفهوم تدفقات الطاقة مفيدًا، مما يشير إلى أن التاريخ العظيم هو صعود وانتهاء التعقيد على جميع المقاييس، من الجسيمات شبه المجهرية إلى عناقيد المجرات الشاسعة، وليس أقلها البيولوجية والثقافية بين الأنظمة.
وصف ديفيد كريستيان، في محادثة تيد مدتها 18 دقيقة، بعض أساسيات دورة التاريخ العظيم. يصف كريستيان كل مرحلة في التقدم نحو تعقيد أكبر بأنها «لحظة بداية» عندما تصبح الأشياء أكثر تعقيدًا، ولكنها أيضًا تصبح أكثر هشاشة وقابلية للحركة. بعض مراحل كريستيان للعتبات هو:

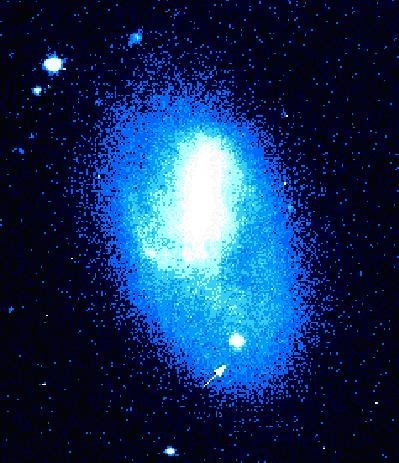
في السوبرنوفا، ينفجر النجم الذي استنفد معظم طاقته في انفجار مذهل، مما يخلق ظروفًا لتشكيل عناصر أثقل مثل الحديد والذهب.

1. ظهور الكون، حارًا بشكل لا يصدق، منهار، ويتمدد، في غضون ثانية.
2. نشوء النجوم.
3. موت النجوم، مما يخلق درجات حرارة عالية بما يكفي لصنع مواد كيميائية معقدة، وكذلك الصخور، والكويكبات، والكواكب، والأقمار، ونظامنا الشمسي.
4. نشوء الأرض.
5. ظهور الحياة على الأرض، مع نمو الجزيئات من ظروف الاعتدال، ليس مع الكثير أو القليل من الطاقة.
6. ظهور البشر، واللغة، والتعلم الجماعي.

أوضح كريستيان أن الأنظمة الأكثر تعقيدًا هي أكثر هشاشة، وأنه في حين أن التعلم الجماعي قوة قوية لتقدم البشرية بشكل عام، فليس من الواضح أن البشر هم المسؤولون عنها، ومن الممكن في رأيه أن يدمر البشر المحيط الحيوي بالأسلحة القوية التي اخترعها.
في سلسلة محاضرات عام 2008 من خلال شركة تدريس الدورات الكبرى بعنوان التاريخ العظيم: الانفجار العظيم، والحياة على الأرض، وصعود البشرية، يشرح كريستيان التاريخ العظيم من حيث ثمانية عتبات لزيادة التعقيد:
1. الانفجار العظيم وخلق الكون منذ حوالي 14 مليار سنة.
2. نشأة أولى الأجسام المعقدة، النجوم، منذ حوالي 12 مليار سنة.
3. تكوين عناصر كيميائية داخل النجوم المحتضرة المطلوبة للأشياء المعقدة كيميائيًا، بما في ذلك النباتات والحيوانات.
4. تشكل الكواكب، مثل أرضنا، التي هي أكثر تعقيدًا كيميائيًا من الشمس.
5. نشأة وتطور الحياة منذ حوالي 4.2 مليار سنة، بما في ذلك تطور أسلافنا من أشباه البشر.
6. تطور جنسنا البشري، الإنسان العاقل، منذ حوالي 300000 سنة، يغطي العصر الحجري القديم من تاريخ البشرية.
7. ظهور الزراعة منذ حوالي 11000 عام في العصر الحجري الحديث، مما سمح بمجتمعات أكبر وأكثر تعقيدًا.
8. «الثورة الحديثة»، أو التحولات الاجتماعية والاقتصادية والثقافية الواسعة التي أدخلت العالم إلى العصر الحديث.
9. ماذا سيحدث في المستقبل والتنبؤ بما سيكون العتبة التالية في تاريخنا.[51][52]

### الشروط المعتدلة

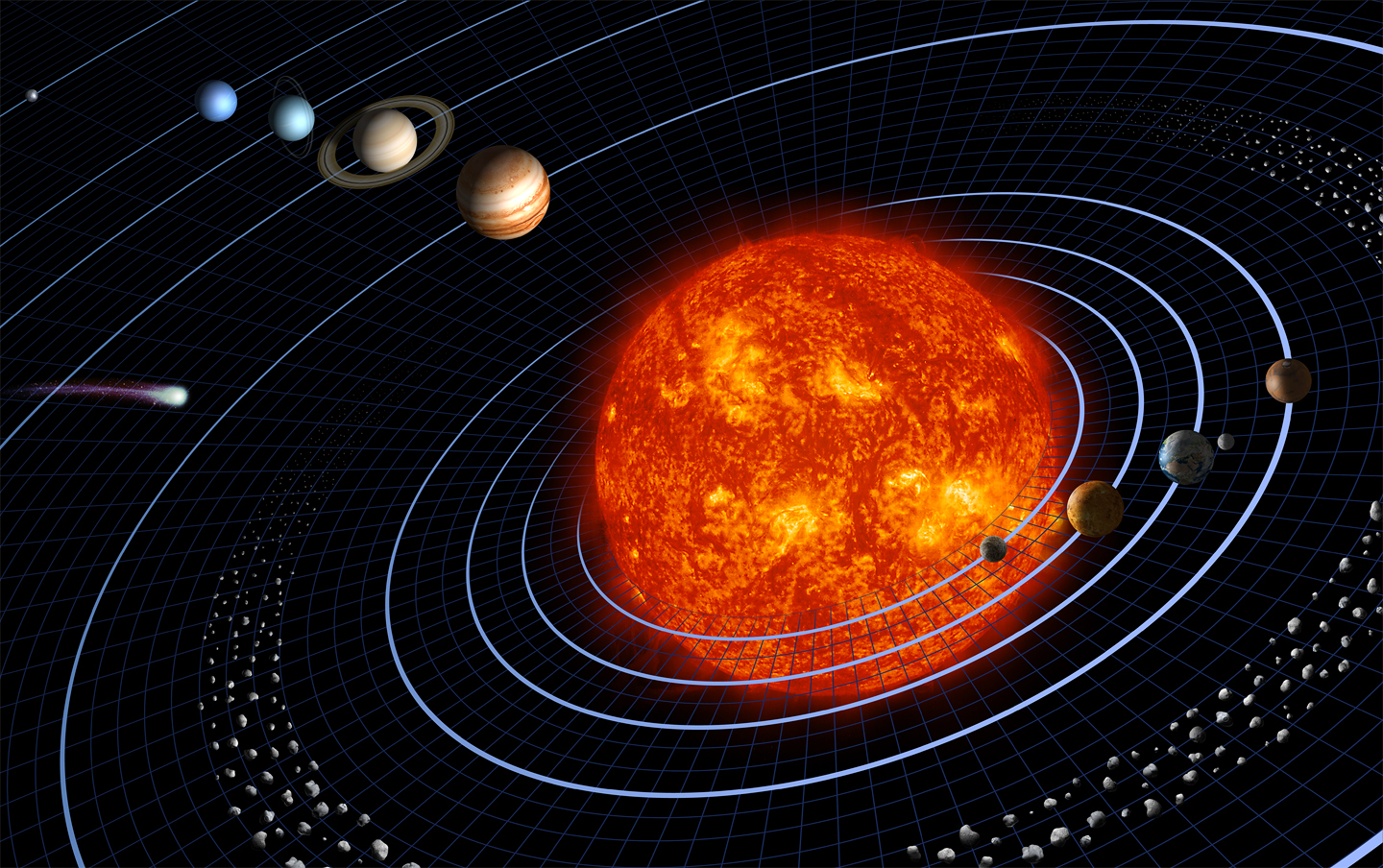
تقع الأرض بشكل مثالي في ظرف الاعتدال، كونها ليست قريبة جدًا ولا بعيدة جدًا عن الشمس.

هناك موضوع في التاريخ العظيم هو ما يُطلق عليه الشروط المعتدلة أو مبدأ غولديلوكس (الاعتدال)، الذي يصف كيف «يجب أن تكون الظروف مناسبة لأي نوع من التعقيد حتى يتشكل أو يستمر في الوجود»، كما أكد سبير في كتابه الأخير. بالنسبة للبشر، لا يمكن أن تكون درجات حرارة الجسم شديدة الحرارة ولا شديدة البرودة؛ لكي تتشكل الحياة على كوكب ما، لا يمكن أن يكون لديها الكثير أو القليل من الطاقة من ضوء الشمس. تتطلب النجوم كميات كافية من الهيدروجين، معبأة معًا بشكل كافٍ تحت جاذبية هائلة، لإحداث اندماج نووي.
يقترح كريستيان أن التعقيد ينشأ عندما تستوف شروط الاعتدال، أي عندما لا تكون الأشياء شديدة الحرارة أو البرودة، وليست سريعة جدًا أو بطيئة. على سبيل المثال، لم تبدأ الحياة في المواد الصلبة (الجزيئات ملتصقة ببعضها البعض، مما يمنع الأنواع الصحيحة من الترابطات) أو الغازات (تتحرك الجزيئات بسرعة كبيرة لتمكين الارتباطات المطلوبة) ولكن في السوائل مثل الماء الذي يسمح بالأنواع الصحيحة من التفاعلات بالسرعات المناسبة.
على النقيض إلى حد ما، أكد شيسون لأكثر من عقد من الزمان أن «التعقيد التنظيمي يحكمه في الغالب الاستخدام الأمثل للطاقة-ليس بالقليل من تجويع النظام، ولكن ليس بقدر ما يدمره». لا مبادئ الطاقة القصوى ولا حالات الإنتروبيا الدنيا من المحتمل أن تكون ذات صلة بتقدير ظهور التعقيد في الطبيعة بشكل كبير.

### مواضيع أخرى

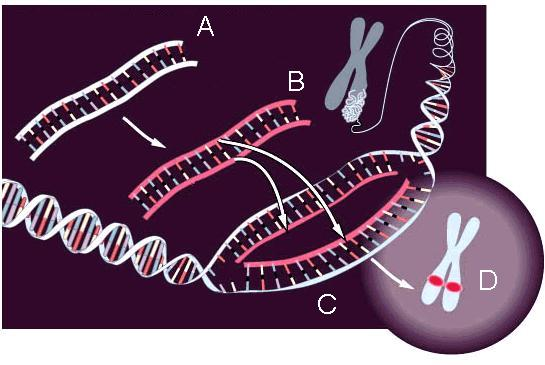
يستخدم المؤرخون للتاريخ العظيم المعلومات القائمة على التقنيات العلمية مثل خرائط الجينات لمعرفة المزيد عن أصول البشرية.

ساعد التقدم في علوم معينة مثل علم الآثار ورسم خرائط الجينات وعلم البيئة التطوري المؤرخين على اكتساب رؤى جديدة حول الأصول المبكرة للبشر، على الرغم من نقص المصادر المكتوبة. اقترح أحد الروايات أن مؤيدي التاريخ العظيم كانوا يحاولون «قلب» الممارسة التقليدية في علم التاريخ بالاعتماد على السجلات المكتوبة.
يشير مؤيدو التاريخ العظيم إلى أن البشر قد أثروا على تغير المناخ عبر التاريخ، من خلال طرق مثل القطع والحرق، على الرغم من أن التعديلات السابقة كانت على نطاق أقل مما كانت عليه في السنوات الأخيرة خلال الثورة الصناعية.
اقترح كتاب لدانيال لورد إسماعيل في عام 2008 أن التاريخ كان عملية مستمرة لتعلم البشر تعديل حالتنا العقلية ذاتيًا باستخدام المنشطات مثل القهوة والتبغ، بالإضافة إلى وسائل أخرى مثل الطقوس الدينية أو الروايات الرومانسية. وجهة نظره هي أن الثقافة وعلم الأحياء متشابكان للغاية، بحيث قد تتسبب الممارسات الثقافية في جعل العقول البشرية موصولة بشكل مختلف عن تلك الموجودة في المجتمعات المختلفة.
موضوع آخر نوقش بفاعلية مؤخرًا من قبل مجتمع التاريخ العظيم وهو قضية تفرد التاريخ العظيم.

## عروض تفاعلية على الإنترنت
يُرجح أن يدرس التاريخ العظيم أكثر من التاريخ التقليدي من خلال مواقع الويب التفاعلية «المليئة بالفيديو» بدون كتب مدرسية، وفقًا لإحدى الروايات. استفاد النظام من وجود طرق جديدة لتقديم الموضوعات والمفاهيم بتنسيقات جديدة، غالبًا ما تكملها تقنيات الإنترنت والحاسوب. على سبيل المثال، مشروع كرونوزوم هو وسيلة لاستكشاف 14 مليار سنة من تاريخ الكون في تنسيق موقع ويب تفاعلي. وصف في أحد الحسابات:
في عام 2012، عرضت قناة التاريخ التلفزيونية فيلم تاريخ العالم في ساعتين. أظهر كيف سيطرت الديناصورات بشكل فعال على الثدييات لمدة 160 مليون سنة حتى قضى عليها تأثير كويكب. اقترح أحد التقارير أن قناة التاريخ التلفزيونية قد فازت برعاية من ستانشارت لتطوير برنامج التاريخ العظيم بعنوان البشرية. في عام 2013، أطلقت شبكة H2 الجديدة لقناة التاريخ سلسلة التاريخ العظيم المكونة من 10 أجزاء، والتي رواها براين كرانستون وتضم ديفيد كريستيان ومجموعة متنوعة من المؤرخين والعلماء والخبراء ذوي الصلة. ركزت كل حلقة على موضوع تاريخي كبير مثل الملح والجبال والبرد والطيران والماء والنيازك والهياكل الضخمة.

## تاريخ المجال

### الجهود المبكرة

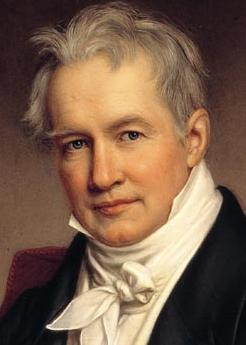
ألكسندر فون هومبولت عام 1843.

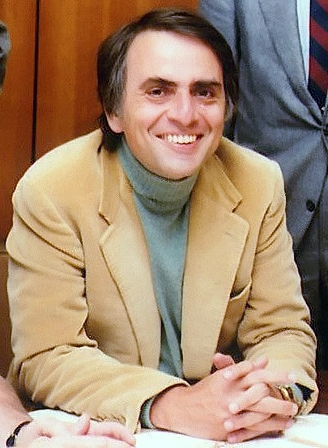
عالم الفلك كارل ساغان.

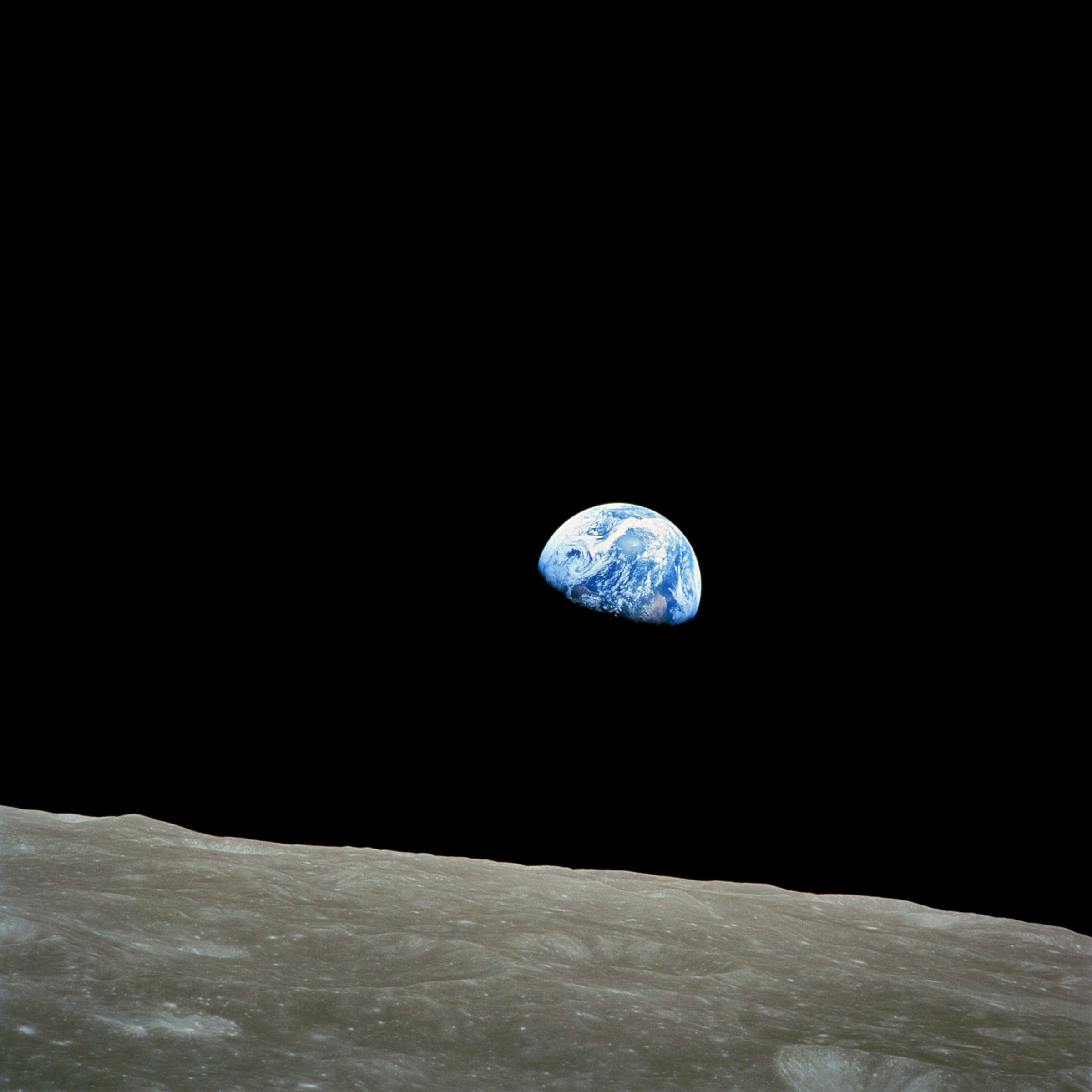
ربما تكون الصورة الشهيرة لشروق الأرض عام 1968، التي التقطها رائد الفضاء وليام أندرس، قد حفزت، من بين أمور أخرى، الاهتمام بالدراسات متعددة التخصصات.

بينما يُنظر عمومًا إلى مجال التاريخ العظيم الناشئ في حالته الحالية على أنه ظهر في العقدين الماضيين بدءًا من عام 1990 تقريبًا، كانت هناك العديد من السوابق التي تعود إلى ما يقرب من 150 عامًا. في منتصف القرن التاسع عشر، نُظر إلى كتاب ألكسندر فون هومبولت الكون، وكتاب روبرت تشامبرز عام 1844 «آثار التاريخ الطبيعي للخلق» على أنهما نذير مبكر لهذا المجال. بمعنى ما، كانت نظرية التطور لداروين، في حد ذاتها، محاولة لشرح ظاهرة بيولوجية من خلال فحص عمليات السبب والنتيجة طويلة المدى. في النصف الأول من القرن العشرين، ابتكر عالم الأحياء العلماني جوليان هكسلي مصطلح «الإنسانية التطورية»، بينما في نفس الوقت تقريبًا قام عالم الأحافير اليسوعي الفرنسي بيير تيلار دي شاردان بفحص الروابط بين التطور الكوني والميل نحو التعقيد (بما في ذلك الوعي البشري)، مع تصور التوافق بين علم الكونيات والتطور واللاهوت. في منتصف القرن العشرين وما بعده، قامت سلسلة الرجل الصاعد بواسطة جاكوب برونوفسكي بفحص التاريخ من منظور متعدد التخصصات. في وقت لاحق، استكشف إيريك شيسون موضوع التطور الكوني كميًا من حيث كثافة معدل الطاقة، وكتب عالم الفلك كارل ساغان الكون. اكتشف توماس بيري، المؤرخ الثقافي والأكاديمي بريان سويمي، المعنى الكامن وراء الأساطير وشجع الأكاديميين على استكشاف موضوعات تتجاوز الدين المنظم.
استمر هذا المجال في التطور من دراسات متعددة التخصصات خلال منتصف القرن العشرين، مدفوعة جزئيًا بالحرب الباردة وسباق الفضاء. كانت بعض الجهود المبكرة عبارة عن دورات في التطور الكوني في جامعة هارفارد في الولايات المتحدة، والتاريخ العالمي في الاتحاد السوفيتي. اقترح أحد الحسابات أن صورة شروق الأرض البارزة، التي التقطها وليام أندرس خلال مدار حول القمر بواسطة مركبة أبولو 8، والتي أظهرت الأرض على شكل كرة صغيرة زرقاء وبيضاء خلف منظر قمر صارخ ومقفر، لم تحفز الحركة البيئية فحسب، بل تسببت أيضًا في حدوث اضطراب. تصاعد الاهتمام متعدد التخصصات. درس المؤرخ الفرنسي فرنان بروديل الحياة اليومية باستقصاءات عن «قوى تاريخية واسعة النطاق مثل الجيولوجيا والمناخ». قام عالم الفسيولوجيا جارد دايموند في كتابه أسلحة، جراثيم وفولاذ بفحص التفاعل بين الجغرافيا والتطور البشري؛ على سبيل المثال، جادل بأن الشكل الأفقي لقارة أوراسيا مكّن الحضارات البشرية من التقدم بسرعة أكبر من الشمال والجنوب الرأسي للقارة الأمريكية، لأن المحور القاري بين الشرق والغرب والمناخات المماثلة سهلت نقل وتبادل الحيوانات (كالبروتين، لعربات السحب، واستخدامات أخرى)، والأفكار والمعلومات، وكذلك هياكل المنافسة البشرية التي شحذت وصقل الإنجازات الثقافية والتكنولوجية.
في سبعينيات القرن الماضي، بدأ علماء في الولايات المتحدة، بمن فيهم عالم الجيولوجيا برستون كلاود من جامعة منيسوتا، وعالم الفلك سيغفريد كوتر من كلية إيفرغرين ستيت في ولاية واشنطن، وعالما الفيزياء الفلكية بجامعة هارفارد جورج بي فيلد وإيريك شيسون تجميع المعرفة لتشكيل «التاريخ القائم على العلم لكل شيء»، على الرغم من أن كل من هؤلاء العلماء أكدوا إلى حد ما على تخصصاتهم الخاصة في دوراتهم وكتبهم. في عام 1980، كتب الفيلسوف النمساوي إريك جانتش كتاب «الكون المنظم ذاتيًا» والذي نظر إلى التاريخ من منظور ما أسماه «هياكل العمليات». كانت هناك دورة تجريبية قام بتدريسها جون ميرز في جامعة ساوثرن ميثوديست في دالاس، تكساس، وبدأت تظهر المزيد من الدورات الرسمية على المستوى الجامعي.
في عام 1991، كتب كلايف بونتنغ كتابًا عن التاريخ الأخضر للعالم: البيئة وانهيار الحضارات العظيمة. لم يبدأ تحليله بالانفجار العظيم، لكن فصله بعنوان «أسس التاريخ» استكشف تأثيرات القوى الجيولوجية والفلكية على نطاق واسع خلال فترة زمنية واسعة.
في بعض الأحيان، يكون مصطلحا «التاريخ العميق» و«التاريخ العظيم» قابلين للتبادل، ولكن في بعض الأحيان يشير مصطلح «التاريخ العميق» ببساطة إلى التاريخ الذي يعود إلى مئات الآلاف من السنين أو أكثر دون الشعور بحركة داخل التاريخ نفسه.

### ديفيد كريستيان
أحد الأسس هو ديفيد كريستيان من جامعة ماكواري في سيدني، أستراليا. قرأ على نطاق واسع في مجالات متنوعة في العلوم، واعتقد أن الكثير مفقود من الدراسة العامة للتاريخ. قدم أول دورة له على المستوى الجامعي في عام 1989. طور مقررًا جامعيًا بدءًا من الانفجار العظيم وحتى الوقت الحاضر حيث تعاون مع العديد من الزملاء من مختلف المجالات في العلوم والإنسانيات والعلوم الاجتماعية. أصبحت هذه الدورة في نهاية المطاف دورة شركة تدريس بعنوان التاريخ العظيم: الانفجار العظيم، والحياة على الأرض، وصعود الإنسانية، مع 24 ساعة من المحاضرات، والتي ظهرت في عام 2008.
منذ التسعينيات، بدأت جامعات أخرى في تقديم دورات مماثلة. في عام 1994 في جامعة أمستردام وجامعة آيندهوفن للتكنولوجيا، قدمت دورات جامعية. في عام 1996، كتب فريد سبير كتاب «هيكل التاريخ العظيم». نظر سبير إلى العمليات المنظمة التي أطلق عليها اسم «الأنظمة»:
جذبت دورة كريستيان انتباه المحسن بيل غيتس، الذي ناقش معه كيفية تحويل التاريخ العظيم إلى مقرر دراسي على مستوى المدرسة الثانوية. قال غيتس عن ديفيد كريستيان:

### دورات تعليمية

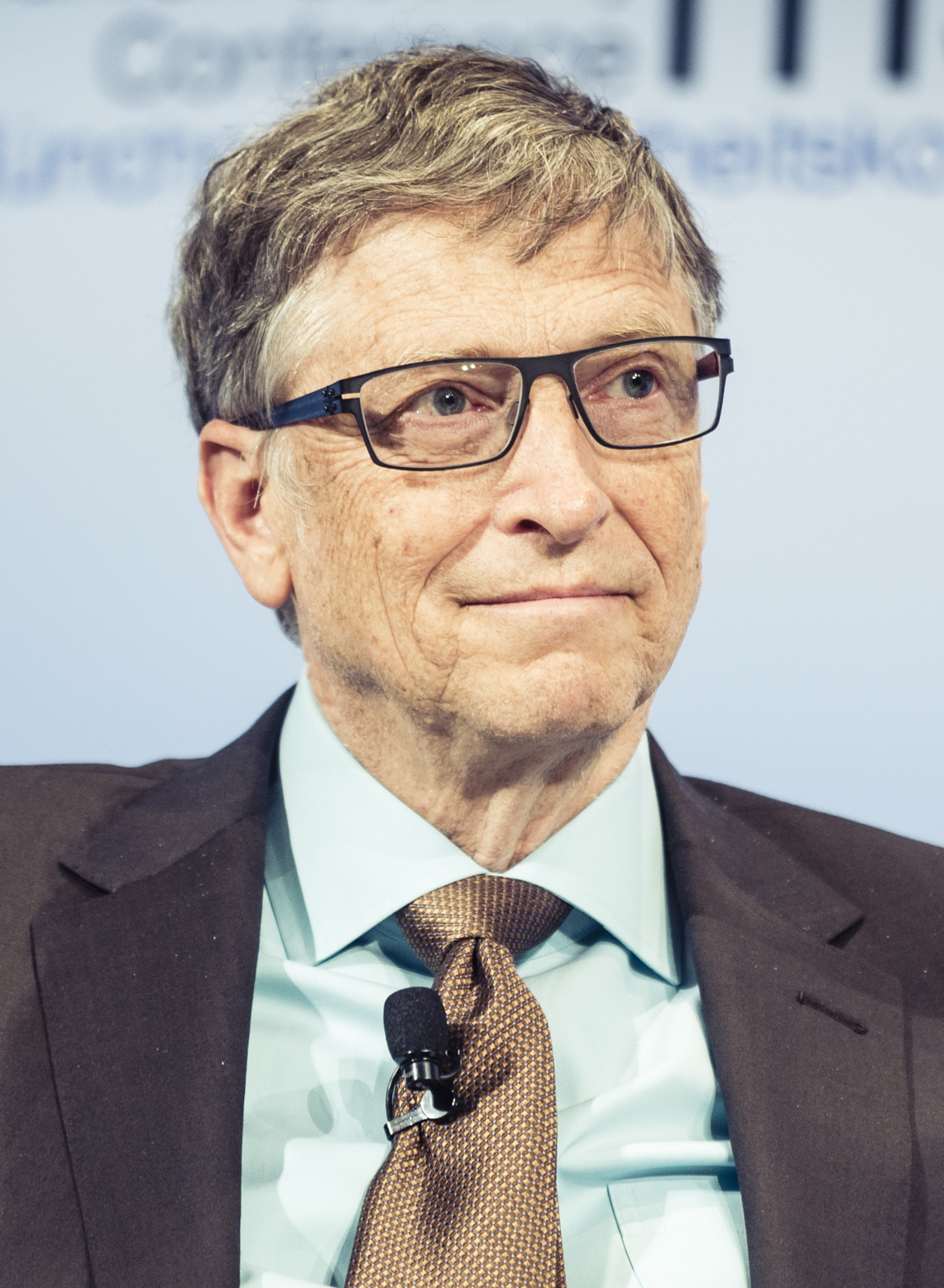
المحسن بيل غيتس هو من كبار المدافعين عن تدريس التاريخ العظيم.

بحلول عام 2002، ظهرت عشرات الدورات الجامعية حول التاريخ العظيم في جميع أنحاء العالم. بدأت سينثيا ستوكس براون التاريخ العظيم في جامعة الدومينيكان في كاليفورنيا، وكتبت التاريخ العظيم: من الانفجار العظيم حتى الوقت الحاضر. في عام 2010، أطلقت جامعة الدومينيكان في كاليفورنيا أول برنامج تاريخي عظيم في العالم مطلوب من جميع طلاب السنة الأولى، كجزء من مسار التعليم العام بالمدرسة. يتضمن هذا البرنامج، الذي أخرجه موججان بهماند، مسحًا مدته فصل دراسي واحد عن التاريخ العظيم، ودورة دراسية متعددة التخصصات في الفصل الثاني لاستكشاف ما وراء التاريخ العظيم من خلال عدسة تخصص أو مادة معينة. يقرأ وصف الدورة التدريبية:
يتمثل نهج كلية الدومينيكان في تجميع الخيوط المتباينة لفكر التاريخ العظيم، من أجل تعليم المحتوى، وتطوير التفكير النقدي ومهارات الكتابة، وإعداد الطلاب للتصدي للآثار الفلسفية لسرد التاريخ العظيم. في عام 2015، نشرت مطبعة جامعة كاليفورنيا كتاب «تدريس التاريخ العظيم»، وهو دليل تربوي شامل لتدريس التاريخ العظيم، حرر بواسطة ريتشارد سيمون، وموجغان بههماند، وتوماس بيرك، وكتبه أعضاء هيئة التدريس في الدومينيكان.
أنشأ باري رودريج، من جامعة جنوب مين، أول دورة تعليمية عامة وأول نسخة عبر الإنترنت، والتي استقطبت طلابًا من جميع أنحاء العالم. تقدم جامعة كوينزلاند في أستراليا مقررًا جامعيًا بعنوان التاريخ العالمي، مطلوب لجميع تخصصات التاريخ، والذي «يستقصي كيف أن القوى والعوامل القوية في العمل على نطاقات زمنية كبيرة قد شكلت التاريخ البشري». بحلول عام 2011، قدم 50 أستاذًا من جميع أنحاء العالم دورات. في عام 2012، اقترح أحد التقارير أن التاريخ العظيم كان يمارس «كشكل متماسك من البحث والتدريس» من قبل مئات الأكاديميين من مختلف التخصصات.
هناك جهود لتقديم التاريخ العظيم للطلاب الأصغر سنًا. في عام 2008، بدأ كريستيان وزملاؤه في تطوير مقرر دراسي لطلاب المدارس الثانوية. في عام 2011، تم تدريس مقرر ثانوي تجريبي لـ3000 طفل في 50 مدرسة ثانوية في جميع أنحاء العالم. في عام 2012، كان هناك 87 مدرسة، 50 منها في الولايات المتحدة، تدرس التاريخ العظيم، مع البرنامج التجريبي المقرر أن يتضاعف في 2013 للطلاب في الصفين التاسع والعاشر، وحتى في مدرسة واحدة متوسطة. الموضوع عبارة عن دورة STEM في مدرسة ثانوية واحدة.
هناك مبادرات لجعل التاريخ العظيم مقررًا قياسيًا مطلوبًا لطلاب الجامعات في جميع أنحاء العالم. أطلق مشروع تعليمي أسسه المحسن بيل غيتس من أمواله الشخصية في أستراليا والولايات المتحدة، لتقديم نسخة مجانية عبر الإنترنت من الدورة لطلاب المدارس الثانوية.

### الجمعية الدولية للتاريخ العظيم

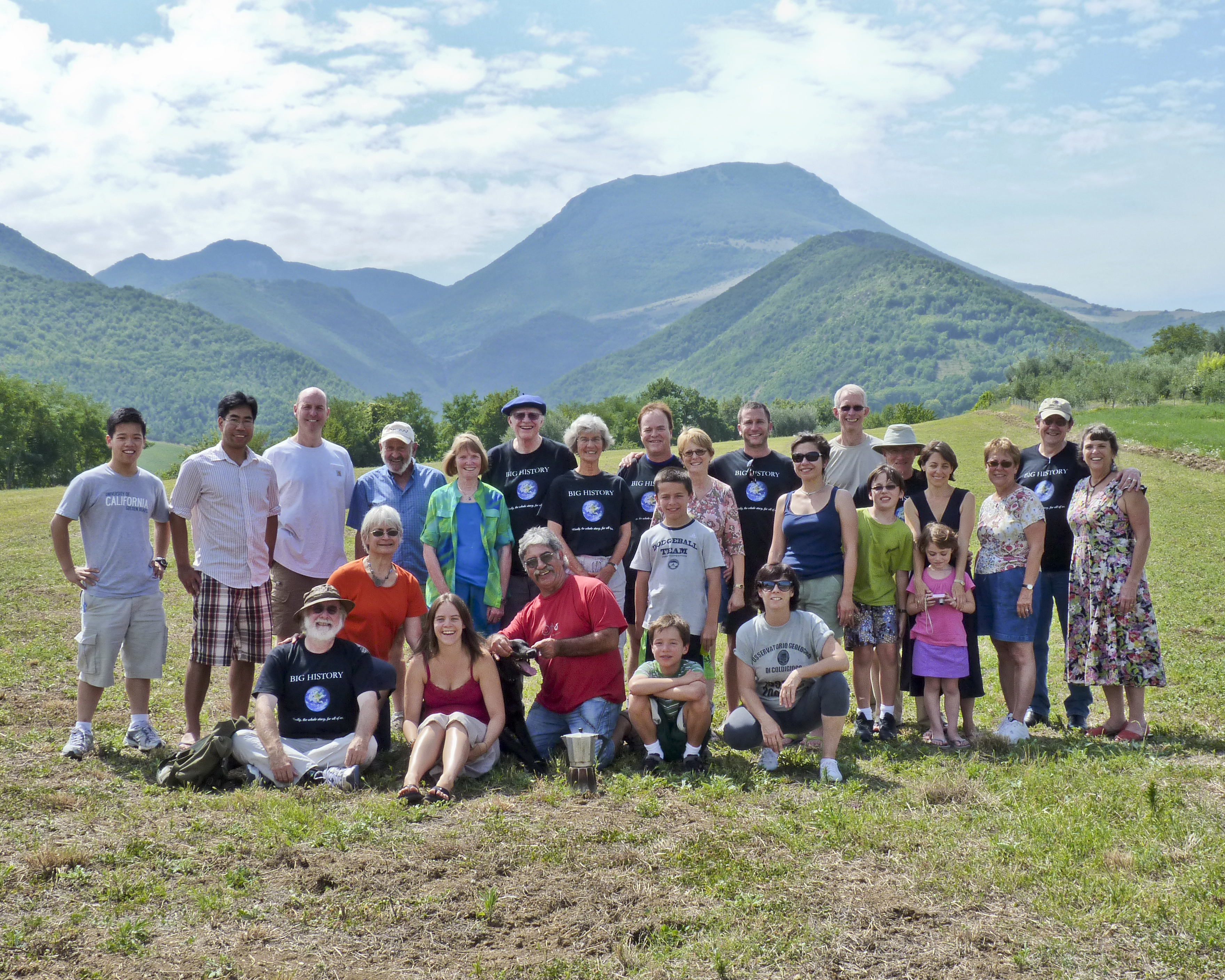
اجتمع الأعضاء المؤسسون للجمعية الدولية للتاريخ العظيم في كولديجيوكو، إيطاليا عام 2010.

تأسست الجمعية الدولية للتاريخ العظيم (بالإنجليزية: International Big History Association) (IBHA) في مرصد كولديجيوكو الجيولوجي في كولديجيوكو، ماركي، إيطاليا، في 20 أغسطس 2010. يقع مقرها الرئيسي في الجامعة الحكومية في غراندفالي في ألندل، ميشيغان، الولايات المتحدة. وصف التجمع الافتتاحي في عام 2012 بأنه «أخبار كبيرة» في تقرير في هافينغتون بوست. انعقد مؤتمر IBHA الثاني في جامعة الدومينيكان في كاليفورنيا (سان رافائيل، كاليفورنيا) في 6-10 أغسطس 2014.

### الأشخاص المعنيون
بعض الأكاديميين البارزين المشاركين في هذا المفهوم:
- ديفيد كريستيان من جامعة ماكواري، سيدني، أستراليا.
- إيريك شيسون من جامعة هارفارد، كامبريدج، ماساتشوستس.
- والتر ألفاريز من جامعة كاليفورنيا في بركلي، كاليفورنيا.
- كريج بنيامين من الجامعة الحكومية في غراندفالي، ألينديل، ميشيغان.
- سينثيا ستوكس براون من جامعة الدومينيكان في كاليفورنيا، سان رافائيل، كاليفورنيا.
- أندريه كاراطائف من مركز التاريخ العظيم والتنبؤ بالنظام التابع لمعهد الدراسات الشرقية التابع لأكاديمية العلوم الروسية، موسكو، روسيا.
- غرايم سنوكس من الجامعة الوطنية الأسترالية ومعهد الأنظمة الديناميكية العالمية، كانبرا، أستراليا.[76]

## وصلات خارجية
- الموقع الإلكتروني لكرونوزوم. (بالإنجليزية)
- التدريس والبحث في التاريخ العظيم: استكشاف مجال علمي جديد، الرابطة الدولية للتاريخ العظيم، 2014. (بالإنجليزية)
- موقع التطور الكوني، موقع ويب متعدد الوسائط به العديد من ميزات الفيديو/الرسوم المتحركة التفاعلية لكل من المتعلمين التمهيديين والخبراء التقنيين. (بالإنجليزية)
- الموقع الرسمي للجمعية الدولية للتاريخ العظيم. (بالإنجليزية)
- موقع Big History Site متعدد اللغات. (بالإنجليزية)
- التطور المشترك في التاريخ العظيم، مقدمة متعددة التخصصات والمحاكاة الحيوية لأهداف التنمية المستدامة. (بالإنجليزية)
- كراش كورس التاريخ العظيم. (بالإنجليزية) (تتوفر ترجمة للعربية)
- قصة الأصل: تاريخ جامع لكل شيء، ديفيد كريستيان، ترجمة دار التنوير. (بالعربية)
- الكون: منذ الانفجار العظيم حتى الآن في عشر خطوات، من ناسا بالعربي. (بالعربية)